# 谭文长
谭文长（1966年10月—），北京大学工学院教授、北京大学深圳研究生院党委书记，主要从事生物力学、非牛顿流体力学方面的研究工作。担任《北京生物医学工程》、《生物医学工程研究》等刊物编委，入选中华人民共和国教育部2011年度“长江学者”特聘教授。

## 生平
1991年到山东省信息中心工作，1997年获得山东大学博士学位，同年到北京大学任职博士后。
1999年被聘为北京大学力学与工程科学系副教授，2002年赴日本九州大学任职博士后，2004年8月晋升为教授。
2005年北京大学重组工学院后，任该院首任党委书记。2014年转任北京大学深圳研究生院党委书记。